# Francisco Llobet (baloncestista)
Francisco Llobet Serra, en  idioma catalán: Francesc Llobet i Serra (Sabadell, 5 de diciembre de 1940-Benidorm, 14 de mayo de 2015) fue un exjugador de baloncesto español.

## Trayectoria
En la temporada 1954-55 empieza a jugar al baloncesto en el Orillo Verde,de su ciudad natal, Sabadell y en la 59-60 ya juega en el primer equipo del Club Baloncesto Orillo Verde Sabadell, con Fernando Font como entrenador, quedando en tercer lugar, al año siguiente en la 1960-61, quedaron subcampeones, siendo Llobet el máximo anotador de la competición.
Después de que el patrocinador, Manufacturas Carol disolviera el equipo, Llobet, junto con los hermanos Martínez, Alfonso y José Luis que provenían de la desaparecida sección del FC Barcelona, pasaron a ingresar al Joventut de Badalona en la temporada 1961-62, siendo subcampeones de liga. Después de un año en la penya se retiraría de la práctica activa del baloncesto debido a la tremenda desilusión que le supuso el no poder acudir al Eurobasket de 1961 por no disponer de un permiso militar.

Falleció en Benidorm en el año 2015 a los 74 años después de una larga enfermedad.